# Федорчук Олександра Леонідівна
Олександра Леонідівна Федорчук (нар. 28 вересня 1962, с. Стрілківці, Україна) — українська фінансистка, підприємиця, меценатка, колекціонерка. 

## Життєпис
Народилася 28 вересня 1962 року у селі Стрілківцях, нині Борщівської громади Чортківського району Тернопільської области України.
Закінчила Тернопільський фінансово-економічний університет (1984) (нині — Західноукраїнський національний університет). Працювала бухгалтеркою Борщівського районного відділу культури (1981—1987); головною бухгалтеркою Кривченської сільради (1987—1992, Борщівського району); головна бухгалтерка (1992—2005), від 2005 — президент фірми «Прометей» (м. Борщів).
Меценатка: дитячого будинку-інтернату в смт Мельниця-Подільська (Борщівського району); видання книг місцевих авторів, фольклорно-етнографічні свята «В Борщівському краї цвітуть вишиванки». Колекціонує борщівські вишиванки, антикваріат.
Одружен з Богданом Федорчуком.

## Нагороди
- орден княгині Ольги III ступеня (2009)[1].